# Steffen Jensen
Steffen Jensen (ur. 5 grudnia 1989 w Odder) – duński wioślarz.

## Osiągnięcia
- Mistrzostwa Świata Juniorów – Amsterdam 2006 – ósemka – 11. miejsce[1].
- Mistrzostwa Świata Juniorów – Pekin 2007 – jedynka – 17. miejsce[1].
- Mistrzostwa Europy – Ateny 2008 – czwórka podwójna – 8. miejsce[1].
- Mistrzostwa Świata – Poznań 2009 – dwójka podwójna wagi lekkiej – 8. miejsce[1].
- Mistrzostwa Europy – Montemor-o-Velho 2010 – czwórka podwójna wagi lekkiej – 2. miejsce[1].